# Firebug
Firebug — отладчик web-приложений, используется как отдельное расширение для браузера Mozilla Firefox, являющееся консолью, отладчиком, и DOM-инспектором JavaScript, DHTML, CSS, XMLHttpRequest.
Firebug показывает в консоли вызвавшую ошибку функцию, стек вызовов функций, вызвавших эту ошибку. Он предупреждает, что правило CSS или метод/свойство JavaScript, которое вы пытаетесь использовать, не существует.

## Разработка
Изначально Firebug был разработан Джо Хьюит, программистом компании Parakey, купленной Facebook в июле 2007 года.
Впоследствии координацией разработки расширения стала заниматься Рабочая группа Firebug (англ. Firebug Working Group). Наиболее существенный вклад в разработку стали вносить Джон Бартон (англ. John J. Barton) из IBM, сыгравший ключевую роль в подготовке релизов 1.1 и 1.2 и Ян Одварко (англ. Jan Odvarko).
Разработчики Mozilla и Firebug объявили о слиянии Firebug и набора инструментов DevTools, предлагаемого в составе Firefox. Разработка Firebug в виде отдельного дополнения будет прекращена, а его функциональность со временем войдёт в основной состав Firefox DevTools.

## Возможности
- Удобный просмотр HTML-кода страницы. Функция Inspect позволяет точно определить местонахождение тега того или иного элемента, просмотреть все «привязанные» к нему свойства и стили.
- Редактирование HTML и CSS прямо в браузере[13]. Можно изменять атрибуты тегов и значения свойств для того, чтобы пронаблюдать изменения. Удобно для тех случаев, когда нужно путём экспериментов найти наиболее приемлемый вариант оформления создаваемой страницы[14].
- Отладка JavaScript[15].
- Отслеживание процесса загрузки страницы.
- Просмотр HTTP-заголовков обычных и AJAX-запросов.

## Дополнения к Firebug
Для Firebug создан ряд дополнений, расширяющих его функциональность или упрощающих работу с ним:
- Firecookie — просмотр и управление cookies
- FirePHP — библиотека и дополнение для отладки PHP-кода с помощью HTTP-заголовков
- FireRainbow (недоступная ссылка) — подсветка синтаксиса JavaScript
- YSlow — расширение измеряющее скорость загрузки страницы и её отдельных компонентов

## Firebug Lite
Для браузеров Internet Explorer, Opera, Safari и Google Chrome существует упрощённый вариант — Firebug Lite. Он представляет собой JavaScript-файл, который необходимо включить в отлаживаемую HTML-страницу или использовать в режиме «букмарклета».